# Łomy (województwo lubuskie)
Łomy (niem. Lahmo, łuż. Łomy) – wieś w Polsce położona w województwie lubuskim, w powiecie krośnieńskim, w gminie Gubin nad rzeką Łomianką. Położona jest na terenie Krzesińskiego Parku Krajobrazowego. Wieś leży w Dolinie Środkowej Odry.
W latach 1975–1998 miejscowość administracyjnie należała do województwa zielonogórskiego.
Wieś jako (niem. Leume) nad jeziorem o nazwie (niem. Wiesensee) wymieniona została w dokumencie w 1316 roku. W okresie późniejszym występowała jako Lome (1416), Lohme (1524) i później Lahmo. Do roku 1817 należała do klasztoru Neuzelle. W latach 1416 do 1426 w historycznych zapiskach wymienia się ją jako starostwo zamieszkałe przez społeczność bartników. Wieś cechują budowle z wieku XVIII do wieku XX.

## Zabytki
Do wojewódzkiego rejestru zabytków wpisane są:
- domy nr 28, nr 34, nr 37, z lat 1723-46.